# Puolžâsuálui (ö, lat 69,12, long 28,70)
Puolžâsuálui är en ö i Finland. Den ligger i sjön Nammijärvi och i kommunen Enare i den ekonomiska regionen Norra Lappland och landskapet Lappland, i den norra delen av landet, 1 000 km norr om huvudstaden Helsingfors. Öns största längd är 1 kilometer i sydväst-nordöstlig riktning.